# Phorocera atricans
Phorocera atricans là một loài ruồi trong họ Tachinidae.